# フライング・バッファロー
フライング・バッファロー（Flying Buffalo Incorporated、FBI）は、アメリカ合衆国アリゾナ州スコッツデールに本社を置く、ロールプレイングゲーム、カードゲーム、ゲーム用品の出版およびプレイバイメールの運営を行う企業である。

## 歴史
1970年、軍人だったリック・ルーミスは、彼がマスターとなって「ニュークリア・デストラクション（Nuclear Destruction）」というプレイバイメールを立ち上げた。同時並行のゲームでプレイヤー数はたちまち200人を超え、同僚のスティーブ・マグレガー（Steve MacGregor）がゲームをマスタリングするコンピューター・プログラムを書いた。二人はルーミスが考えたフライング・バッファローという名前で、フォート・シャフター近くにあるコンピューターを時間借りした。1972年に退役すると、ルーミスとマグレガーはプレイバイメールの運営を、フライング・バッファロー（Flying Buffalo, Inc.、略称はFBI）として法人化した。彼らはプレイバイメール運営のため、資金を貯めてRaytheon 704ミニコンピューターを購入した。「ニュークリア・デストラクション」は、商業化された最初のプレイバイメールであると考えられている。その後、版権を獲得した「ニュークリア・ウォー（Nuclear War）」は、1972年に発売開始すると、すぐにフライング・バッファローのベストセラー商品になった。1976年には、宇宙探検・征服がテーマのプレイバイメール「スター・ウェブ（Starweb）」の運営を開始した。
フライング・バッファローはプレイバイメールのほか、「ニュークリア・ウォー」を手始めにゲームを出版してきた。1975年には、「ダンジョンズ&ドラゴンズ」に似たファンタジーロールプレイングゲーム、「トンネルズ&トロールズ（T&T）」を出版した。その後、「カタリスト（Catalyst）」シリーズとなる、ファンタジーロールプレイングゲームの背景資料を制作した。また、いろいろな変わったサイコロ（例：ピザを注文するときのトッピングを決めるサイコロ）を制作したり、現在、本を用いた対戦ゲームの「エース・オブ・エーシズ（Ace of Aces）」や「ロストワールド」の版権を保有している。1985年までアリゾナ州テンピでゲームショップを営業していた。
1992年には、「Mage's Blood and Old Bones: A Tunnels & Trolls Shared World Anthology」という小説を出版した。

## 主な製品
- エース・オブ・エーシズ
- カタリスト
- ロストワールド
- 傭兵、スパイ、私立探偵（英語版）（Mercenaries, Spies and Private Eyes）
- モンスター!モンスター!（英語版）（Monsters! Monsters!）
- ニュークリア・ウォー
- スターファーリング（英語版）（Starfaring）
- スターウェブ
- トンネルズ&トロールズ

## 受賞歴
ゲーム業界で長い歴史を有するフライング・バッファローは、これまで多くの賞を受賞してきた。
- エース・オブ・エーシズ（英語版）（Ace of Aces） - チャールズ・Ｓ・ロバーツ賞（英語版）/オリジン賞の1980年ゲーマーズ・チョイス賞を受賞し[6]、1994年にアドベンチャー・ゲーミング殿堂入りとなった[7]。
- シティブックＩ（Citybook I） - H.G.ウエルズ賞の1982年最優秀ロールプレイング・アドベンチャー賞を受賞[8]。
- イルミナティ・プレイバイメール（Illuminati PBM game） - 1990年[9]、1991年[10]、1992年[11]、1993年[7]、1994年、1995年のオリジン賞最優秀プレイバイメール賞を受賞。1998年に殿堂入りとなった[12]。
- ニュークリア・エスカレーション（Nuclear Escalation） - チャールズ・Ｓ・ロバーツ賞1983年最優秀SFボードゲーム賞を受賞[13]
- ニュークリア・プロリファレーション（Nuclear Proliferation） - オリジン賞1992年最優秀SFボードゲームを受賞[11]。
- ニュークリア・ウォー - 1997年にオリジン賞殿堂入りとなった[14]。
- スターウェブ（Starweb） - 1984年[15]、1997年[12]、2000年[16]、2003年[17]、2006年[18] のオリジン賞最優秀プレイバイメール賞を受賞。
- ストームヘブン（Stormhaven）  - H.G.ウエルズ賞1982年最優秀ロールプレイング・アドベンチャー賞を受賞[13]。
- ウォーゲーマーズ・インフォメーション（Wargamers Information） - 1990年オリジン賞最優秀同人アドベンチャーゲーム雑誌賞を受賞[9]。

また、以下のデザイナーやライターがオリジン賞の殿堂入りを果たしている。
- リック・ルーミス（英語版） - 1988年[19] 。
- マイク・スタックポール（英語版） - 1993年[20] 。
- リズ・ダンフォース（英語版） - 1995年[21]。